# Acosta (Falcón)
Acosta è un comune del Venezuela situato nello stato del Falcón.
Il capoluogo del comune è la città di San Juan de los Cayos.